# Olympiodoros von Theben
Olympiodoros von Theben war ein oströmischer Geschichtsschreiber des 5. Jahrhunderts. Obwohl von seinem in griechischer Sprache verfassten Geschichtswerk in 22 Büchern, das die Zeit von 407 bis 425 n. Chr. behandelte, nur Fragmente erhalten sind, wird er in der Forschung zu den wichtigsten spätantiken Historikern gezählt.

## Leben
Alle Informationen über Olympiodoros basieren auf den Fragmenten seines Geschichtswerks. Sein Geburts- oder Todesjahr ist unbekannt, doch mag er zwischen 365 und 380 geboren sein. Er kann nicht vor 425 verstorben sein, da dies der Endpunkt seines Geschichtswerks war und das Werk wohl erst einige Jahre später verfasst worden ist (siehe unten). Olympiodoros stammte aus der zum (Ost-)Römischen Reich gehörenden ägyptischen Stadt Theben. In dieser Region war die Verkehrssprache Koptisch, doch genoss Olympiodoros offenbar eine gute Ausbildung; er muss gebildet gewesen sein, wie diverse Anspielungen in den Fragmenten belegen. So interessierte er sich offenbar auch für neuplatonische Philosophie, war mit den Philosophen Hierokles von Alexandria und Leontios von Athen bekannt und mit der griechischen Literatur vertraut. Olympiodoros beherrschte daneben die lateinische Sprache. Dies war bis ins 6. Jahrhundert die Grundvoraussetzung für eine Tätigkeit im Staatsdienst, zudem zeigen dies die lateinischen Begriffe (in griechischer Transliteration) in seinem Geschichtswerk.
Olympiodoros bezeichnete sich laut dem Auszug des Photios selbst als Dichter, doch sind, bis auf einen einzigen Vers, keine seiner Dichtungen erhalten. Er gehörte damit vielleicht zunächst in den Kontext jener Gruppe relativ zahlreicher ägyptischer Dichter, die in der Spätantike auftraten und von Alan Cameron als “wandering poets” bezeichnet wurden. Als Diplomat trat Olympiodoros in den Dienst des Kaisers Theodosius II., dem er später auch sein Hauptwerk widmete, die Historien.
Im diplomatischen Dienst des Imperiums unternahm er zahlreiche Reisen, wodurch er gute Kenntnisse fremder Länder erlangte. Es ist nicht genau zu erkennen, ob er auch im Auftrag des weströmischen oder nur des oströmischen Kaisers agierte, doch spricht alles für letztere Annahme. Somit wird er sich einige Zeit in Konstantinopel aufgehalten haben. Im Jahr 412 reiste er zu den Hunnen im Donauraum, ein diesbezügliches Fragment aus seinem Geschichtswerk lautet (in der Zusammenfassung des Photios):

„Er (Olympiodoros) berichtet über Donatus und über die Hunnen […] und darüber, wie der Historiker selbst zu einer Mission zu ihnen und Donatus geschickt wurde. In tragischer Form berichtet er über seine Reise über die See und über die Gefahren und darüber, wie Donatus, getäuscht durch einen Eid, rechtswidrig ermordet wurde; und wie Charaton, der erste unter den Königen (der Hunnen), in Wut versetzt durch den Mord, besänftigt wurde durch Geschenke des Kaisers.“

Später hielt er sich in Athen und Ägypten auf, wo er mit Blemmyern verhandelte. Vieles deutet zudem darauf hin, dass er auch den Westen des Imperiums, wenigstens Italien, bereiste. Auf seinen diplomatischen Reisen führte er einen Papagei mit sich, dessen Kunststücke, wie „Menschen nachahmen, tanzen, singen, fluchen und vieles mehr“, große Aufmerksamkeit erregte.

## Werk
Olympiodoros verfasste irgendwann nach 425 (mutmaßlich um 440) ein Geschichtswerk in altgriechischer Sprache mit dem (vermutlichen) Titel Historische Bücher (altgriechisch Ἱστόρικοι λόγοι Histórikoi Lógoi). Es behandelte die Zeit von 407 bis 425 n. Chr. und war in 22 Bücher unterteilt. Von dem Werk sind nur einige Fragmente erhalten, vor allem eine Zusammenfassung in der Bibliotheke des mittelbyzantinischen Gelehrten Photios, doch beinhalten selbst diese wenigen Auszüge wertvolles Material. Weshalb Olympiodoros gerade diesen Zeitraum für seine Darstellung wählte, ist nicht ganz klar. Eunapios von Sardes, der an die bis 270 n. Chr. reichende Chronika des Dexippos anschloss, hatte zu Beginn des 5. Jahrhunderts sein Geschichtswerk beendet, das bis 404 reichte; womöglich schloss Olympiodoros indirekt daran an, zumal er wohl einleitend bis in das Jahr 405 zurückgriff. Doch ist es auch vorstellbar, dass der Rheinübergang von 406 und die damit verbundenen dramatischen Folgen einen starken Eindruck auf Olympiodoros machten. Das Ende des Werks bildet die Einsetzung des Kaisers Valentinian III. im Westreich. Man vermutet, dass Olympiodoros Krise und Wiederaufstieg des römischen Westens beschreiben wollte.
Das Geschichtswerk war offenbar annalistisch aufgebaut und behandelte einen relativ kurzen Zeitraum, den der Autor selbst miterlebt hatte, sehr detailliert. Mehrere Forscher haben die Vermutung geäußert, dass Olympiodoros von dem großen lateinischen Geschichtswerk des Ammianus Marcellinus beeinflusst gewesen sein könnte. Ammianus und Olympiodoros stammten aus ähnlichen sozialen Verhältnissen und aus dem Osten des Reiches, vor allem aber beinhaltete das Werk des Ammianus wie das des Olympiodoros zahlreiche Exkurse; beide scheinen ähnliche religiöse Vorstellungen gehabt zu haben und wie Olympiodoros behandelte auch Ammianus (jedenfalls hauptsächlich, nämlich in den erhaltenen Büchern 14 bis 31 seines Werks) Zeitgeschichte. Da das Werk des Ammianus zu seinen Lebzeiten wohl recht populär war, kann nicht ausgeschlossen werden, dass Olympiodoros, der selbst neben Griechisch auch Latein fließend beherrschte, das Werk gelesen hatte und dadurch zur Abfassung eines eigenen Geschichtswerks angeregt wurde. Dieses sollte offenkundig klar, detailliert und sachlich die Zeitgeschichte behandeln. Olympiodoros – und, aufgrund einer völlig anderen Darstellungsweise, weniger Eunapios – steht am Beginn mehrerer bedeutender griechischer Profanhistoriker im 5. Jahrhundert, vor allem Priskos und Malchos, deren Tradition im 6. und frühen 7. Jahrhundert fortgeführt wurde (siehe Prokopios von Caesarea, Agathias und Menander Protektor).
Der Schwerpunkt in der Darstellung des Olympiodoros war, soweit man es anhand der erhaltenen Fragmente ersehen kann, eindeutig der Westen des Imperiums (wenngleich er auch über einige Geschehnisse im Osten berichtete), über den er sehr wahrscheinlich aus eigenen Erfahrungen gut informiert war (siehe oben). Vielleicht verfolgte er das Ziel, dem östlichen Publikum die Bedeutung der Verteidigung des Westreichs vor Augen zu führen. Insofern erscheint auch das Ende des Werks passend, zumal Valentinian III. durch östliche Unterstützung auf den Thron gelangte. Obwohl die Zeitumstände für das Imperium bedrohlich waren, scheint Olympiodoros nicht an der Bedeutung oder der Zukunft des Imperiums gezweifelt zu haben. Trotz der Einfälle der Germanen und Hunnen in das Imperium (siehe Völkerwanderung), die er detailliert und auf Grundlage zuverlässiger Informationen schilderte, hatte sich das Imperium behaupten können.
Olympiodoros schilderte ebenso ausführlich die inneren Verhältnisse, so unter anderem die Usurpation des Marcus, des Gratianus und des Constantinus in Britannien (406/7, wobei Olympiodoros den späteren griechischen Geschichtsschreibern bezüglich dieser und anderer Ereignisse im Westen offenbar als Hauptquelle gedient hat), die des Jovinus in Gallien im Jahr 411 und den Aufstieg und Fall des Johannes, womit das Werk auch endete. Mit der Einsetzung Valentinians III. mit Hilfe oströmischer Truppen verband Olympiodoros wohl die Hoffnung auf stabile Verhältnisse. Darüber hinaus berichtete er aber auch über die Schwierigkeiten der Wasserversorgung Roms nach der Eroberung durch die Goten 410, über die Kosten für die Veranstaltung von Spielen durch aristokratische Beamte oder über die großen Häuserblöcke in Rom (insulae). Obwohl Olympiodoros Heide war, äußerte er sich, ganz anders als beispielsweise sein Zeitgenosse Eunapios, nicht abfällig über das Christentum. Sein Werk war ja dem oströmischen Kaiser Theodosius II. gewidmet, der die Einsetzung Valentinians III. im Westen überhaupt erst ermöglicht hatte. Olympiodoros scheint, wie mehrere andere antike Geschichtsschreiber (darunter auch Ammianus), dem Schicksal (der tyche) einige Bedeutung zugemessen zu haben.
Es ist aufgrund des trümmerhaften Zustands der erhaltenen Teile seines Werks kaum möglich, eindeutige Rückschlüsse auf den Stil des Olympiodoros zu ziehen, wenngleich er von Photios kritisiert wurde, obwohl (oder gerade weil) der Text in leicht verständlicher Sprache abgefasst gewesen zu sein scheint. Olympiodoros vermied also den gekünstelten Stil, den etwa Eunapios und andere spätantike Geschichtsschreiber bevorzugten. Nach der Zusammenfassung des Photios wollte Olympiodoros ohnehin kein historisches Werk im eigentlichen Sinn verfassen, sondern eher eine Art Materialsammlung für ein Geschichtswerk. Dennoch wäre es sicherlich falsch anzunehmen, dass das Werk des Olympiodoros nur eine Art lose Materialsammlung von Fakten dargestellt habe; es ist zudem gut möglich, dass Olympiodoros wie mehrere andere Geschichtsschreiber nur mit einer derart bescheidenen Aussage kokettieren wollte. Aus den Fragmenten und den Berichten späterer Geschichtsschreiber, die das Werk benutzt haben, ist jedenfalls deutlich ersichtlich, dass es eine geschlossene, faktenreiche und wohl recht flüssige Darstellung bot. So fehlten wahrscheinlich auch nicht Reden und andere Merkmale klassizistischer Geschichtswerke, ebenso sind zahlreiche Exkurse vorhanden gewesen, in denen der Autor nicht zuletzt eigene Erfahrungen einfließen ließ.
Olympiodoros, der unter anderem Interesse an Geographie gehabt hatte, orientierte sich offenbar an den klassischen Vorbildern der antiken Historiographie, Herodot und Thukydides; mit Herodot verband Olympiodoros auch die Kenntnisse fremder Länder – sofern man diese bei Herodot nicht, wie teils in der Forschung geschehen, in Frage stellt. Anders als die meisten anderen antiken Geschichtsschreiber, und dies stellt eine beachtenswerte Besonderheit dar, achtete Olympiodoros aber außerdem auf möglichst genaue Angaben: So sind seine Zahlenangaben meistens (wenngleich nicht immer) recht genau; auch Distanzen und Geldsummen gab er möglichst präzise wieder. Anders als etwa Eunapios besaß Olympiodoros gute Kenntnisse der Geographie und verfügte über ausgezeichnete Informationen bezüglich der politischen Geschehnisse im Westen. Ebenso gab er wichtige spätrömische Ämter in ihrer lateinischen Bezeichnung, aber in griechischer Transliteration wieder; dies gilt auch für die Bezeichnungen der römischen Provinzen. Derartige Details wurden von den meisten antiken Geschichtsschreibern mit Rücksicht auf die Komposition ihres Werks außen vor gelassen, doch machen gerade sie den Wert der Fragmente aus.
Auf welche Quellen Olympiodoros zurückgriff, ist nicht restlos zu klären. Da er aber Zeitgeschichte schrieb und weit gereist war, kann wohl angenommen werden, dass er vieles aus eigener Kenntnis niedergeschrieben hat, ergänzt durch schriftliche Quellen, darunter wohl auch Archivmaterial. Er scheint auch die Werke (wohl die 1000-Jahr-Geschichte) des Asinius Quadratus gekannt und zitiert zu haben. Dass er Stilicho positiv beurteilte, mag auf einen Gewährsmann aus dessen Umfeld zurückzuführen sein. Das Werk wird frühestens um 427 veröffentlicht worden sein, möglich ist aber auch ein späterer Zeitpunkt (oft wird die Zeit um 440 angenommen).
Das Geschichtswerk des Olympiodoros wurde offenbar von mehreren späteren Historikern herangezogen und ausgiebig benutzt, so etwa von Zosimos (der sich zunächst vor allem auf Eunapios, dann in Buch 5 und 6 seiner Neuen Geschichte primär auf Olympiodoros stützte), Sozomenos (Buch 9 seiner Kirchengeschichte), Philostorgios und Prokopios von Caesarea (in dem kurzen Rückblick in Buch 3 seiner Historien, vielleicht vermittelt über eine Zwischenquelle). Vieles, was in diesen spätantiken Geschichtswerken über das frühe 5. Jahrhundert berichtet wird, scheint weitgehend auf dem Geschichtswerk des Olympiodoros zu basieren. Als Geschichtsschreiber steht er auf einem höheren Niveau als etwa Eunapios von Sardes oder Zosimos. Seine Schilderung scheint im Gegensatz zu diesen nicht von Voreingenommenheit geprägt gewesen zu sein, zumal sich Olympiodoros nicht nur um eine detaillierte, sondern auch um eine möglichst korrekte Darstellung bemühte. Er genießt denn auch in der modernen Forschung einen sehr guten Ruf. Der Verlust seines Werks ist gerade deshalb bedauerlich, zumal die moderne Forschung ansonsten das frühe 5. Jahrhundert wesentlich besser beurteilen könnte. Trotz des weitgehenden Verlusts seines Werkes kann Olympiodoros, auch aufgrund seiner Rezeption durch spätere Autoren, zu den wichtigsten spätantiken Historikern gezählt werden.

## Ausgaben und Übersetzungen
Die Fragmente sind gesammelt in Fragmenta Historicorum Graecorum (hrsg. von Karl Müller, Bd. 4, Paris 1851); an dieser Ausgabe orientierte sich auch die hier erfolgte Fragmentzählung. Die neue Ausgabe mit englischer Übersetzung von Roger Blockley bietet eine andere als die sonst übliche Zählung der Fragmente.
- Roger C. Blockley (Hrsg.): The fragmentary classicising historians of the later Roman Empire. Eunapius, Olympiodorus, Priscus and Malchus (= Arca 6 + 10). 2 Bände. Cairns, Liverpool 1981–1983, ISBN 0-905205-07-3 (Bd. 1), ISBN 0-905205-15-4 (Bd. 2).